# 任永昌
任永昌（1956年7月—），四川成都人，中华人民共和国政治人物。1975年8月参加工作，1984年10月加入中国共产党，西南大学农业经济系经济管理专业毕业，大学学历，农学学士。第十二届全国人民代表大会四川地区代表。

## 生平
毕业于西南农学院农业经济管理专业。历任四川省农牧厅党组成员、省农干院党委书记，中共遂宁市委副书记、市纪委书记、市长，四川省林业厅厅长、党组书记，四川省农业厅厅长、党组书记等职。2013年，担任全国人大代表，任期5年。